# Mortes em maio de 2018
Mortes em 2018: ← Janeiro – Fevereiro – Março – Abril – Maio – Junho – Julho – Agosto – Setembro – Outubro – Novembro – Dezembro →
Esta é uma relação de pessoas notáveis que morreram durante o mês de maio de 2018, listando nome, nacionalidade, ocupação e ano de nascimento. 

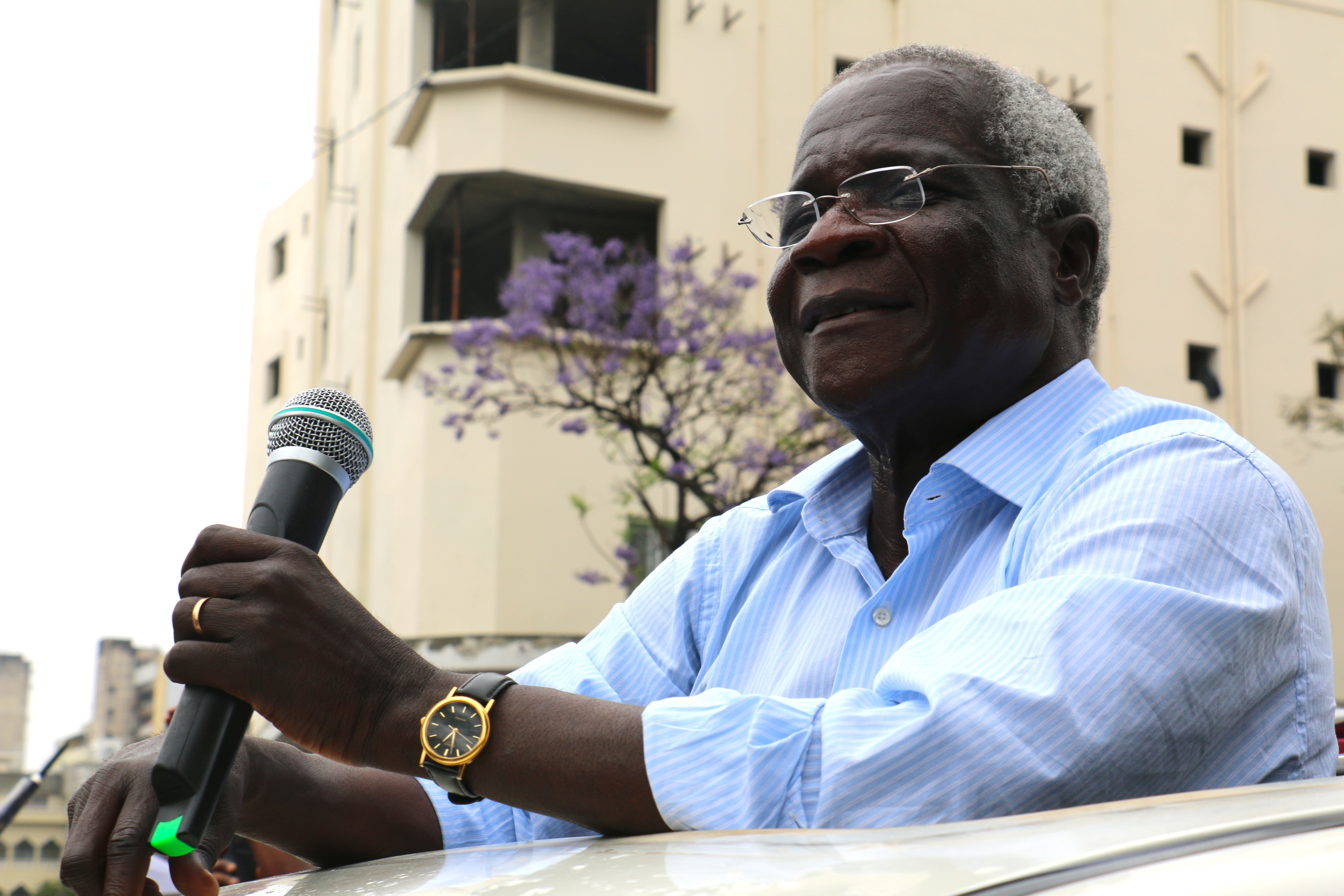
Afonso Dhlakama, político moçambicano.

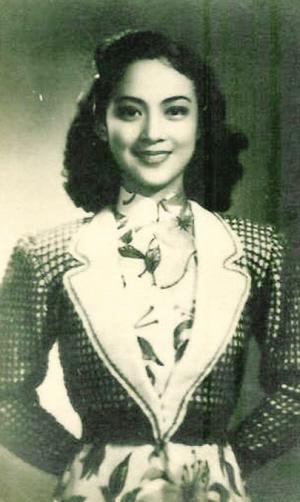
Wang Danfeng, atriz chinesa.

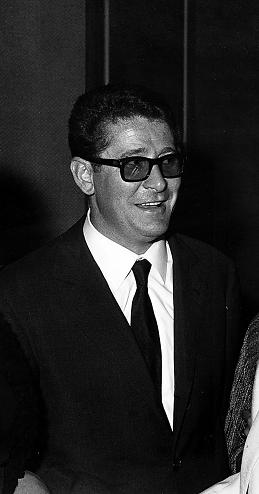
Ermanno Olmi, cineasta italiano.

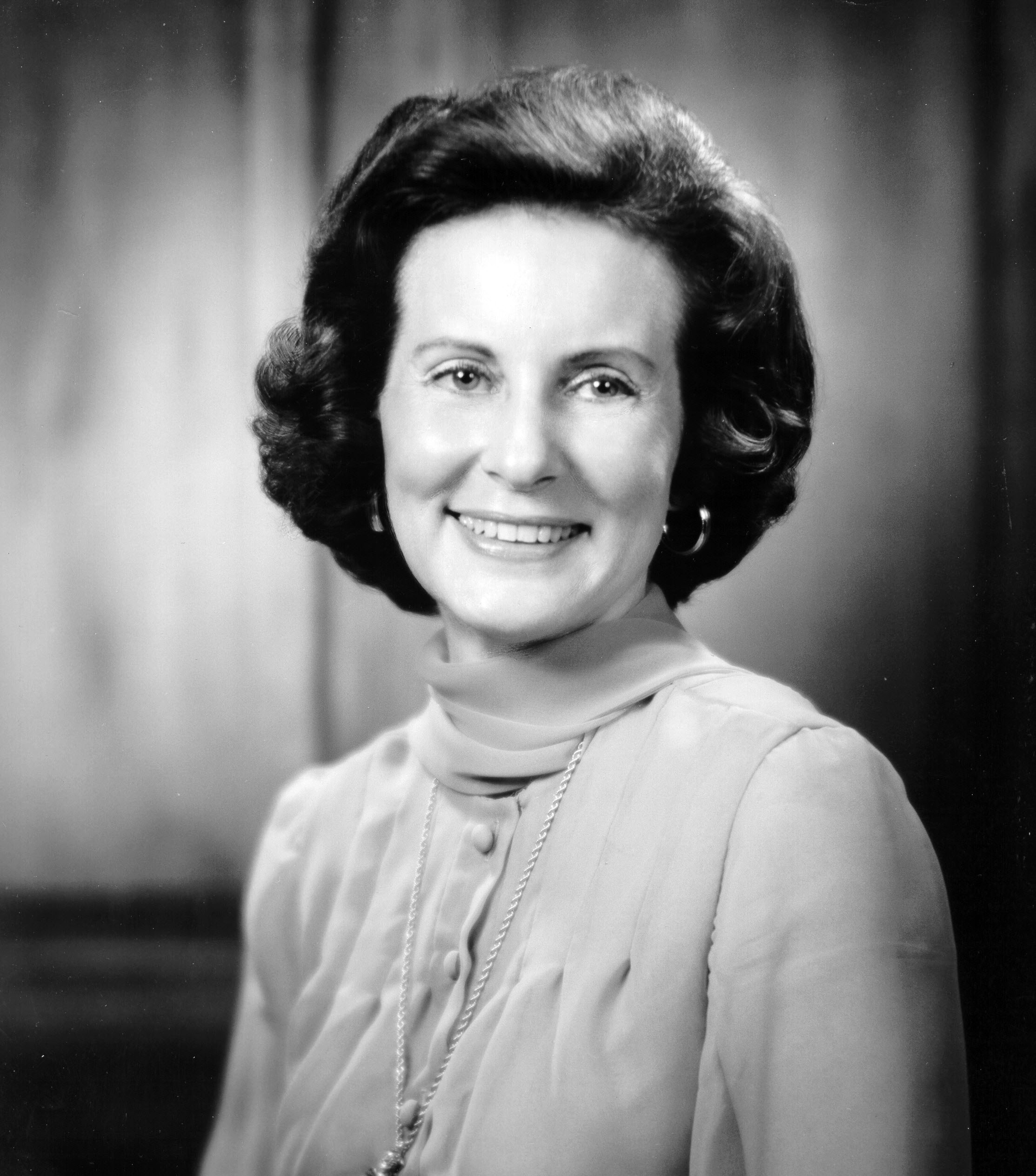
Elaine Edwards, política estadunidense.

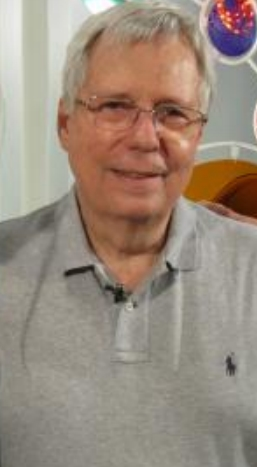
Roberto Farias, cineasta brasileiro.

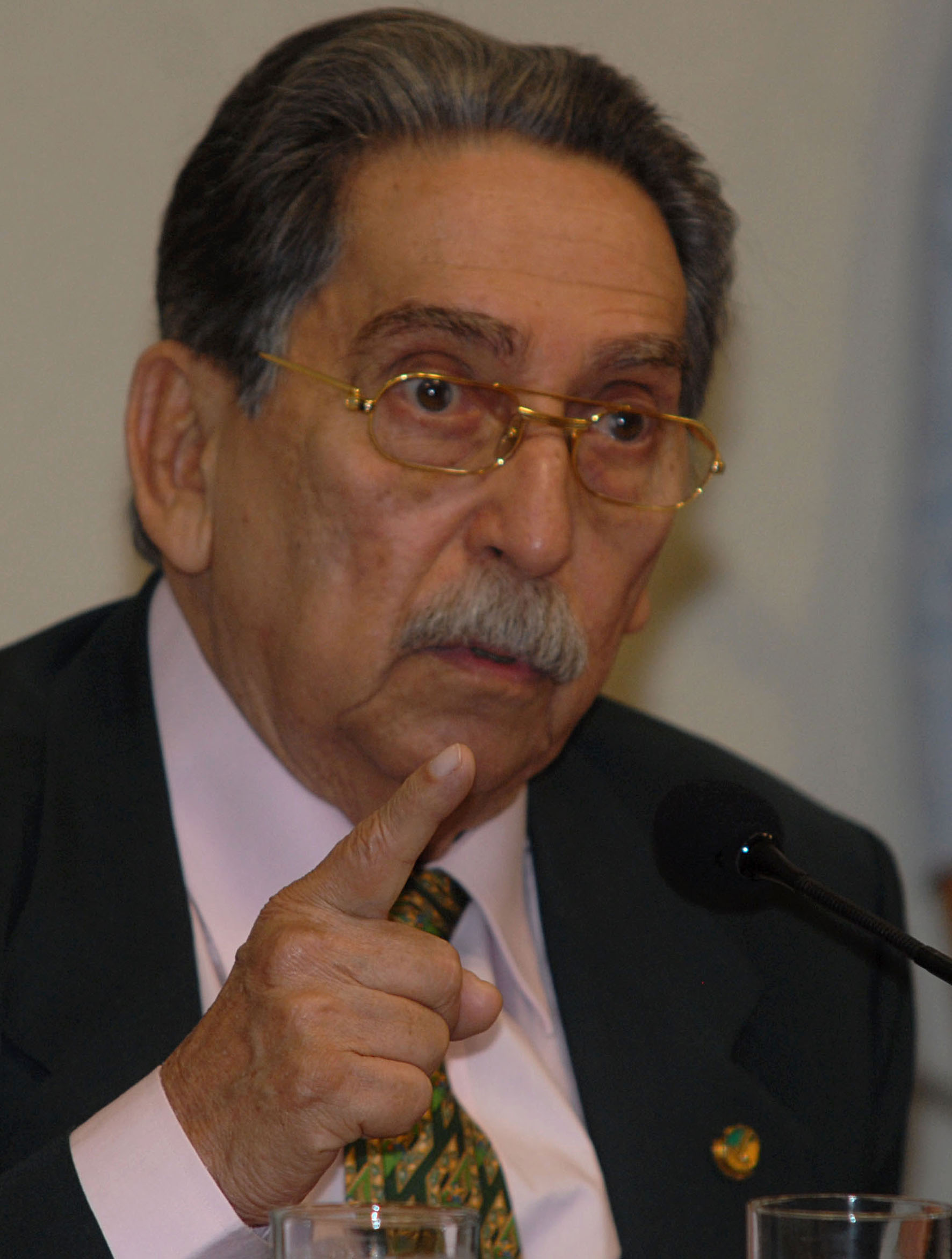
Epitácio Cafeteira, politico brasileiro.

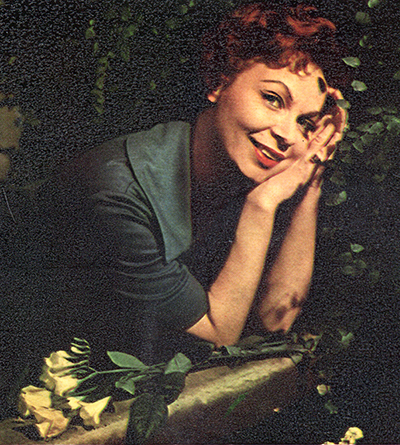
Ulla Sallert, atriz sueca.

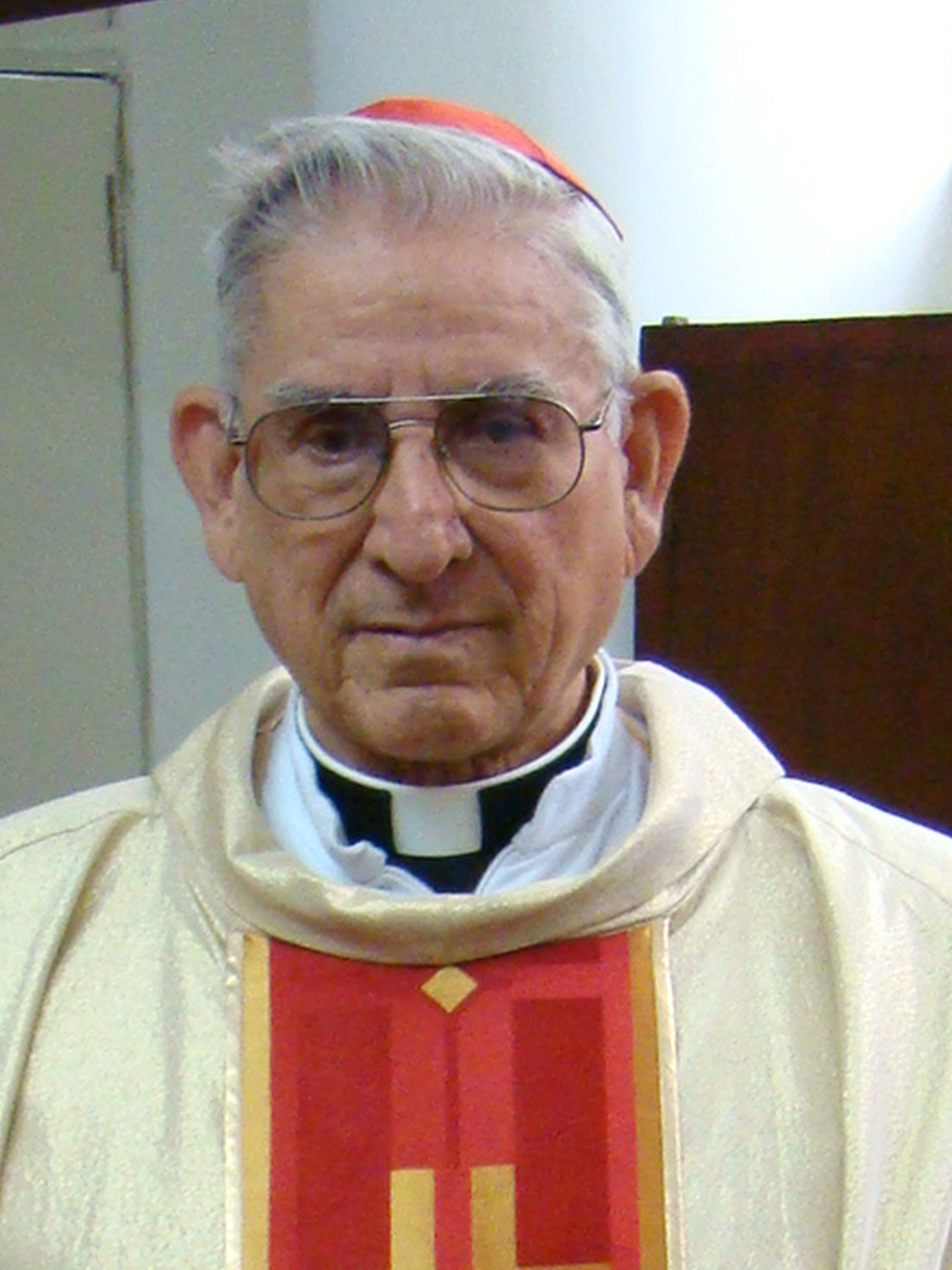
Darío Castrillón Hoyos, cardeal colombiano.

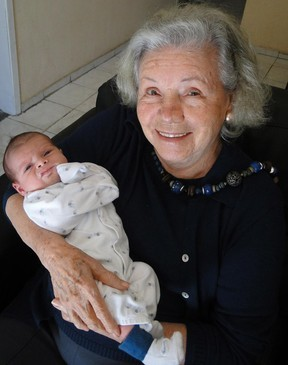
Eloísa Mafalda, atriz brasileira.

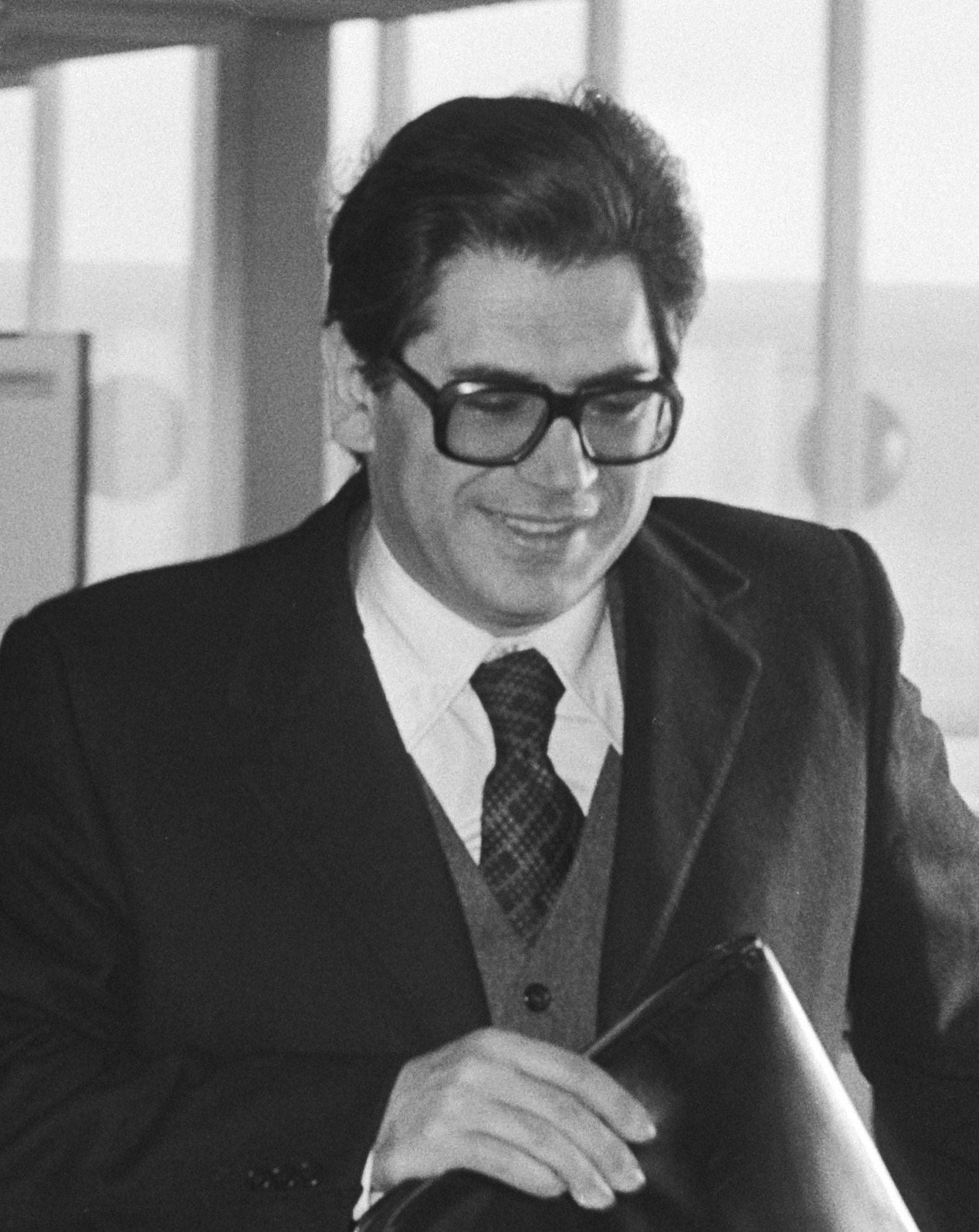
António Arnaut, escritor e ex-ministro português.

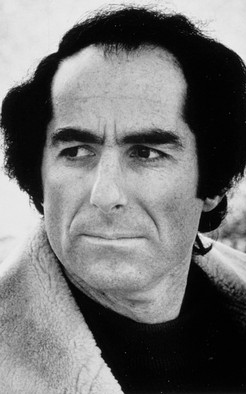
Philip Roth, escritor norte-americano.

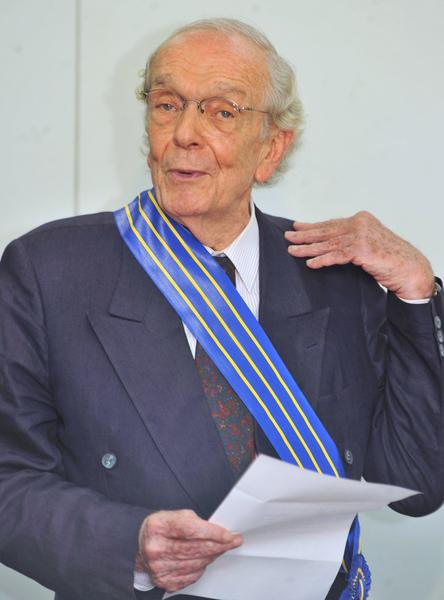
Alberto Dines, jornalista brasileiro.

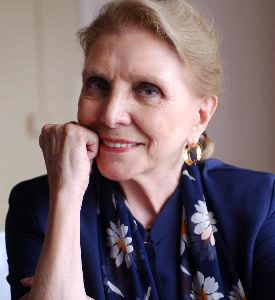
María Dolores Pradera, cantora espanhola.

| Dia | Nome                                           | Profissão ou motivo de reconhecimento         | Nacionalidade  | Ano de nasc. | Ref                  |
| --- | ---------------------------------------------- | --------------------------------------------- | -------------- | ------------ | -------------------- |
| 1   | John "Jabo" Starks                             | Músico                                        | Estados Unidos | 1938         | [ 1 ]                |
| 1   | Arthur Barnard                                 | Velocista                                     | Estados Unidos | 1929         | [ 2 ]                |
| 2   | Mario Barbará                                  | Músico e compositor nativista                 | Brasil         | 1954         | [ 3 ] [ 4 ]          |
| 2   | Geraldo dos Reis Ribeiro                       | Advogado e político                           | Brasil         | 1936         | [ 5 ]                |
| 2   | János Juszkó                                   | Ciclista                                      | Hungria        | 1939         | [ 6 ]                |
| 2   | Wang Danfeng                                   | Atriz                                         | China          | 1924         | [ 7 ]                |
| 2   | Kottayam Pushpanath                            | Escritor                                      | Índia          | 1938         | [ 8 ]                |
| 2   | Vadim Mulerman                                 | Cantor                                        | Ucrânia        | 1938         | [ 9 ]                |
| 3   | Afonso Dhlakama                                | Político                                      | Moçambique     | 1953         | [ 10 ]               |
| 3   | Luiz Gasparetto                                | Escritor, médium e apresentador de TV         | Brasil         | 1949         | [ 11 ]               |
| 4   | Alexandre Wollner                              | Designer gráfico                              | Brasil         | 1928         | [ 12 ]               |
| 4   | Patricia Lascelles, Condessa Viúva de Harewood | Violinista                                    | Austrália      | 1926         | [ 13 ]               |
| 4   | Naser Cheshm Azar                              | Músico e compositor                           | Irão           | 1950         | [ 14 ]               |
| 4   | Abi Ofarim                                     | Músico, cantor e dançarino                    | Israel         | 1937         | [ 15 ]               |
| 4   | Renate Dorrestein                              | Jornalista e escritora                        | Países Baixos  | 1954         | [ 16 ]               |
| 5   | Stanley Falkow                                 | Microbiologista                               | Estados Unidos | 1934         | [ 17 ]               |
| 6   | Jamal Naji                                     | Escritor                                      | Palestina      | 1954         | [ 18 ]               |
| 6   | Khaled Mohieddin                               | Militar                                       | Egito          | 1922         | [ 19 ]               |
| 6   | Paolo Ferrari                                  | Ator                                          | Itália         | 1929         | [ 20 ]               |
| 7   | Ermanno Olmi                                   | Cineasta                                      | Itália         | 1931         | [ 21 ]               |
| 8   | George Deukmejian                              | Político                                      | Estados Unidos | 1928         | [ 22 ]               |
| 8   | Anne V. Coates                                 | Editora de cinema                             | Reino Unido    | 1925         | [ 23 ]               |
| 8   | Ernest Medina                                  | Capitão de infantaria                         | Estados Unidos | 1936         | [ 24 ]               |
| 9   | Per Kirkeby                                    | Pintor                                        | Dinamarca      | 1938         | [ 25 ]               |
| 10  | David Goodall                                  | Botânico e ecologista                         | Austrália      | 1914         | [ 26 ]               |
| 10  | Fábio Koff                                     | Juiz, desembargador e dirigente esportivo     | Brasil         | 1931         | [ 27 ]               |
| 10  | Donnie Forman                                  | Basquetebolista                               | Estados Unidos | 1926         | [ 28 ]               |
| 10  | Fela Fábregas                                  | Produtora                                     | México         | 1931         | [ 29 ]               |
| 11  | Gérard Genette                                 | Crítico literário                             | França         | 1930         | [ 30 ]               |
| 11  | Hugo Guerra                                    | Futebolista                                   | Uruguai        | 1968         | [ 31 ]               |
| 11  | Mikhail Alperin                                | Pianista                                      | Ucrânia        | 1956         | [ 32 ]               |
| 11  | Ulla Sallert                                   | Atriz                                         | Suécia         | 1923         | [ 33 ]               |
| 11  | Mario Vegetti                                  | Filósofo e professor                          | Itália         | 1937         | [ 34 ]               |
| 12  | Will Alsop                                     | Arquiteto                                     | Reino Unido    | 1947         | [ 35 ]               |
| 12  | Tessa Jowell                                   | Política                                      | Reino Unido    | 1947         | [ 36 ]               |
| 12  | Dennis Andrew Nilsen                           | Assassino                                     | Reino Unido    | 1945         | [ 37 ]               |
| 12  | Sam Nzima                                      | Fotógrafo                                     | África do Sul  | 1934         | [ 38 ]               |
| 12  | Charles Thake                                  | Ator                                          | Malta          | 1927         | [ 39 ]               |
| 13  | Rômulo Gouveia                                 | Político                                      | Brasil         | 1965         | [ 40 ]               |
| 13  | Edgardo J. Angara                              | Político                                      | Filipinas      | 1934         | [ 41 ]               |
| 13  | Epitácio Cafeteira                             | Político                                      | Brasil         | 1924         | [ 42 ]               |
| 13  | Margot Kidder                                  | Atriz                                         | Canadá         | 1948         | [ 43 ]               |
| 13  | Glenn Branca                                   | Compositor e guitarrista                      | Estados Unidos | 1948         | [ 44 ]               |
| 13  | Donald Farley                                  | Físico                                        | Estados Unidos | 1933         | [ 45 ]               |
| 14  | George Sudarshan                               | Físico                                        | Índia          | 1931         | [ 46 ]               |
| 14  | Elaine Edwards                                 | Política                                      | Estados Unidos | 1929         | [ 47 ]               |
| 14  | Roberto Farias                                 | Cineasta                                      | Brasil         | 1932         | [ 48 ]               |
| 14  | Tom Wolfe                                      | Jornalista e escritor                         | Estados Unidos | 1931         | [ 49 ]               |
| 14  | Kalasala Babu                                  | Ator                                          | Índia          | 1950         | [ 50 ]               |
| 14  | Peter Byrne                                    | Ator                                          | Reino Unido    | 1928         | [ 51 ]               |
| 15  | Balakumaran                                    | Escritor                                      | Índia          | 1946         | [ 52 ]               |
| 16  | Ray Wilson                                     | Futebolista e treinador                       | Reino Unido    | 1934         | [ 53 ]               |
| 16  | Eloísa Mafalda                                 | Atriz                                         | Brasil         | 1924         | [ 54 ]               |
| 16  | Joseph Campanella                              | Ator                                          | Estados Unidos | 1924         | [ 55 ]               |
| 17  | Richard Pipes                                  | Historiador                                   | Polónia        | 1923         | [ 56 ]               |
| 17  | Mehdi Tabatabaei                               | Clérigo e político                            | Irão           | 1936         | [ 57 ]               |
| 17  | Mait Riisman                                   | Jogador de polo aquático                      | Estónia        | 1956         | [ 58 ]               |
| 17  | Nicole Fontaine                                | Política                                      | França         | 1942         | [ 59 ]               |
| 17  | Lee Young-hee                                  | Estilista                                     | Coreia do Sul  | 1936         | [ 60 ]               |
| 17  | Maciej Maciejewski                             | Ator                                          | Polónia        | 1914         | [ 61 ]               |
| 18  | Darío Castrillón Hoyos                         | Cardeal                                       | Colômbia       | 1929         | [ 62 ]               |
| 18  | Stephanie Adams                                | Atriz pornográfica e escritora                | Estados Unidos | 1970         | [ 63 ]               |
| 18  | Antonio Lupatelli                              | Ilustrador                                    | Itália         | 1930         | [ 64 ]               |
| 18  | Doğan Babacan                                  | Árbitro de futebol                            | Turquia        | 1929         | [ 65 ]               |
| 19  | Reggie Lucas                                   | Músico, compositor e produtor musical         | Estados Unidos | 1953         | [ 66 ]               |
| 19  | Houmane Jarir                                  | Futebolista                                   | Marrocos       | 1944         | [ 67 ]               |
| 19  | Bernard Lewis                                  | Historiador                                   | Reino Unido    | 1916         | [ 68 ]               |
| 19  | Zhengzhang Shangfang                           | Linguista                                     | China          | 1933         | [ 69 ]               |
| 20  | Koo Bon-moo                                    | Executivo                                     | Coreia do Sul  | 1945         | [ 70 ]               |
| 20  | Patricia Morison                               | Atriz                                         | Estados Unidos | 1915         | [ 71 ]               |
| 20  | Bill Gold                                      | Designer gráfico                              | Estados Unidos | 1921         | [ 72 ]               |
| 20  | Billy Cannon                                   | Jogador de futebol americano                  | Estados Unidos | 1937         | [ 73 ]               |
| 20  | Ramón Chao                                     | Jornalista                                    | Espanha        | 1935         | [ 74 ]               |
| 20  | Fernando Mac Dowell                            | Político e engenheiro                         | Brasil         | 1945         | [ 75 ]               |
| 20  | José Augusto Vieira Dudu Ranieri               | Político e professor                          | Brasil         | 1941         | [ 76 ]               |
| 20  | Carol Mann                                     | Golfista                                      | Estados Unidos | 1941         | [ 77 ]               |
| 21  | António Arnaut                                 | Político e escritor                           | Portugal       | 1936         | [ 78 ]               |
| 21  | Vasilis N. Triantafillidis                     | Cantor e comediante                           | Grécia         | 1940         | [ 79 ]               |
| 21  | Yaddanapudi Sulochana Rani                     | Romancista                                    | Índia          | 1940         | [ 80 ]               |
| 21  | Anna Maria Ferrero                             | Atriz                                         | Itália         | 1934         | [ 81 ]               |
| 22  | Alberto Dines                                  | Jornalista                                    | Brasil         | 1932         | [ 82 ]               |
| 22  | Júlio Pomar                                    | Artista plástico                              | Portugal       | 1926         | [ 83 ]               |
| 22  | Philip Roth                                    | Escritor                                      | Estados Unidos | 1933         | [ 84 ]               |
| 22  | Tazin Ahmed                                    | Atriz                                         | Bangladesh     | 1975         | [ 85 ]               |
| 22  | Elizabeth Sung                                 | Atriz                                         | Hong Kong      | 1954         | [ 86 ]               |
| 23  | Luis Posada Carriles                           | Militar                                       | Cuba           | 1928         | [ 87 ]               |
| 23  | László Tábori                                  | Meio-fundista                                 | Hungria        | 1931         | [ 88 ]               |
| 23  | Yuriy Kutsenko                                 | Atleta                                        | Rússia         | 1952         | [ 89 ]               |
| 25  | José Hawilla                                   | Jornalista e empresário                       | Brasil         | 1943         | [ 90 ]               |
| 25  | Naser Malek Motiei                             | Ator                                          | Irão           | 1930         | [ 91 ]               |
| 26  | Roger Piantoni                                 | Futebolista                                   | França         | 1933         | [ 92 ]               |
| 26  | Alan Bean                                      | Astronauta                                    | Estados Unidos | 1932         | [ 93 ]               |
| 26  | Ted Dabney                                     | Engenheiro                                    | Estados Unidos | 1937         | [ 94 ]               |
| 26  | Pierre Bellemare                               | Escritor, radialista, apresentador e produtor | França         | 1929         | [ 95 ] [ 96 ] [ 97 ] |
| 27  | Madala Ranga Rao                               | Cineasta                                      | Índia          | 1948         | [ 98 ]               |
| 27  | Aly Lotfy Mahmoud                              | Político                                      | Egito          | 1935         | [ 99 ]               |
| 27  | Gardner Dozois                                 | Escritor                                      | Estados Unidos | 1947         | [ 100 ]              |
| 27  | Donald Peterson                                | Astronauta                                    | Estados Unidos | 1933         | [ 101 ]              |
| 28  | Ola Ullsten                                    | Político                                      | Suécia         | 1931         | [ 102 ]              |
| 28  | Serge Dassault                                 | Empresário                                    | França         | 1925         | [ 103 ]              |
| 28  | Dick Quax                                      | Fundista                                      | Países Baixos  | 1948         | [ 104 ]              |
| 28  | María Dolores Pradera                          | Cantora                                       | Espanha        | 1924         | [ 105 ]              |
| 28  | Cornelia Frances                               | Atriz                                         | Reino Unido    | 1941         | [ 106 ]              |
| 28  | Jens Christian Skou                            | Químico                                       | Dinamarca      | 1918         | [ 107 ]              |
| 28  | Rachel Rockwell                                | Diretora de teatro                            | Estados Unidos | 1969         | [ 108 ]              |
| 28  | Michel Stolker                                 | Ciclista                                      | Países Baixos  | 1933         | [ 109 ]              |
| 29  | Yoseph Imry                                    | Físico                                        | Israel         | 1939         | [ 110 ]              |
| 29  | Luciano José Cabral Duarte                     | Arcebispo católico                            | Brasil         | 1925         | [ 111 ]              |
| 29  | José Carlos Mesquita Teixeira                  | Político                                      | Brasil         | 1936         | [ 112 ]              |
| 30  | Madiha Yousri                                  | Atriz                                         | Egito          | 1921         | [ 113 ]              |
| 30  | Audálio Dantas                                 | Jornalista                                    | Brasil         | 1929         | [ 114 ]              |
| 31  | Michael D. Ford                                | Decorador de cenário                          | Estados Unidos | 1928         | [ 115 ]              |